# Eugene Istomin
Pour les articles homonymes, voir Istomin.
Eugene Istomin, né à New York le 26 novembre 1925 et mort le 10 octobre 2003, est un pianiste américain.
Il est célèbre en particulier pour sa carrière en trio avec Isaac Stern et Leonard Rose. Ce trio a réalisé de nombreux enregistrements, en particulier de Beethoven, Brahms et Schubert. Eugene Istomin a joué avec plusieurs orchestres, comme soliste ou en trio, avec des chefs tels qu'Eugene Ormandy et Bruno Walter.

## Biographie
Eugene George Istomin naît le 26 novembre 1925 à New York,,.
Il étudie d'abord avec Kiriena Siloti puis au Mannes College, joue en public avec sa mère dès l'âge de 6 ans et à 12 ans entre au Curtis Institute, où il reçoit l'enseignement de Rudolf Serkin et de Mieczysław Horszowski,,.
En 1943, il reçoit le prix Leventritt, et le Philhadelphia Youth Award. La même année, il fait ses débuts avec le Philadelphia Orchestra sous la direction d'Eugene Ormandy, dans le Concerto en fa mineur de Chopin, et avec l'Orchestre philharmonique de New York sous la direction d'Artur Rodziński dans le 2e concerto de Brahms la même semaine,.
Il joue avec les musiciens de l'Ensemble Busch et se fait remarquer avec son premier enregistrement en leur compagnie du Concerto pour clavier en ré mineur de Bach,.
Il mène dès lors une importante carrière internationale de soliste, se produisant avec les principaux orchestres américains et entreprenant nombre de tournées dans le monde entier à partir de 1956,. Au total, il donne plus de 4 000 concerts sous la direction de chefs tels que Bruno Walter, Leonard Bernstein, Eugene Ormandy, Fritz Reiner, Leopold Stokowski et George Szell,.
Outre les œuvres du XIXe siècle, son répertoire de prédilection, il commande et crée le Concerto pour piano de Roger Sessions en 1956. Plusieurs autres compositeurs, dont Henri Dutilleux, qui lui dédie son Prélude « Le Jeu des contraires » en 1988, et Ned Rorem, ont écrit de la musique pour lui,.
Le trio Istomin-Stern-Rose, formé en 1961, reçoit un Grammy Award en 1970 pour ses enregistrements de Beethoven,.
À la fin de sa carrière, Eugene Istomin réalise de longues tournées nord-américaines au cours desquelles il parcourt le pays accompagné de deux pianos Steinway & Sons. Lors de ces tournées, il n'hésite pas à s'arrêter dans de petites villes et à participer à des actions éducatives autour de la musique,,.
Eugene Istomin meurt le 10 octobre 2003 des suites d'un cancer du foie à son domicile de Washington, ville où il était installé depuis 1980,,.

## Vie privée
Eugene Istomin épouse Marta Montañez Martinez (Marta Casals Istomin), veuve de Pablo Casals, le 15 février 1975,.
Eugene Istomin était passionné de baseball.

## Pianiste

### Réputation
Bien qu'il soit moins connu auprès du grand public que certains solistes contemporains, Eugene Istomin est réputé pour avoir donné un grand nombre de concerts et beaucoup voyagé sur tous les continents pour ses tournées,.
Au delà de son activité en tant que soliste, il est connu pour sa participation au trio qu'il constituait avec Isaac Stern au violon et Leonard Rose au violoncelle entre 1961 et 1984.
Eugene Istomin est également connu pour ses activités de promotion culturelle et d'éducation à la musique et au piano, notamment auprès du jeune public.

### Instruments
Eugene Istomin utilisait des pianos de chez Steinway & Sons, notamment des modèles D,.

## Reconnaissance
Eugene Istomin a été membre de jury pour des concours ou des festivals. Ainis, il est membre du jury du Concours International de Piano de Santander Paloma O’Shea en 1987. Il est également directeur du Festival international de piano du Maryland de 1985 à 1987.
Eugene Istomin s'est produit à plusieurs reprises à la Maison-Blanche (sous de nombreuses présidences différentes) et pour des instituons onusiennes.
Il est décoré de la Légion d'honneur en octobre 2000.